# La Malinche
Pour les articles homonymes, voir La Malinche (homonymie).
 (octobre 2023).
La Malinche, appelée à l'origine Malinalli, puis Malintzin (en nahuatl), enfin Doña Marina (ainsi que les conquistadors espagnols la nomment), née après 1502 et morte entre 1529 et 1551 (possiblement en 1550), est une Amérindienne d'origine nahua, qui, faisant partie d'un lot d'esclaves offerts par le cacique maya de la région de Potonchan (en) à Hernán Cortés après sa victoire de la Centla (14 mars 1519). Elle joue un rôle important dans la conquête de l'Empire aztèque (1519-1521).
D'abord attribuée à un compagnon de Cortés, Alonso Puertocarrero (avril 1519), elle devient la maîtresse de Cortés en octobre, lui donnant un fils. Mais surtout, hostile aux Aztèques, elle assiste avec efficacité les Espagnols en tant qu’interprète (maya et nahuatl), conseillère et intermédiaire avec les indigènes, dont certains sont aussi ennemis des Aztèques.
Vers 1525, elle devient l'épouse d'un autre conquistador, Juan Jaramillo, à qui elle donne une fille en 1526. Les circonstances de sa mort ne sont pas connues : elle est mentionnée dans les sources pour la dernière fois en 1528 et Jaramillo se remarie vers 1530.
De nos jours, au Mexique, La Malinche est une figure très vivace qui présente plusieurs aspects contradictoires : elle est à la fois le symbole de la trahison, la victime consentante et la mère symbolique du peuple mexicain moderne.

## Biographie

### Origines
Issue d'une population nahua de l’isthme de Tehuantepec, dans le sud du Mexique, elle est née vers 1502. Elle s'appelle alors probablement Malinalli, qui est le nom du 12e jour du calendrier sacré nahua de 260 jours, le tonalpohualli.
On sait peu de choses des origines de La Malinche. La plus grande partie en a été transmis par les récits du conquistador Andrés de Tapia (en) et du biographe « officiel » de Cortés, Gómara, et surtout par les chroniques de Bernal Díaz del Castillo.
Sa version de ses origines est un récit pittoresque qui semble trop romantique et biblique pour être entièrement crédible, bien qu’il n’y ait aucune preuve infirmant cette histoire. Selon Díaz, La Malinche était l’aînée du seigneur de Paynala, près de l’actuelle Coatzacoalcos, alors située à la limite entre l’empire aztèque et les Mayas du Yucatán. Après la mort de son père durant sa jeunesse, sa mère s'est remariée et a donné naissance à un fils, de sorte que, devenue gênante, la fille aurait été vendue ou donnée à des marchands d’esclaves mayas de Xicalango, important centre commercial, situé sur la côte, plus à l’est. Puis elle est emmenée à Potonchan, village situé à l'embouchure du rio Grijalva.
Elle est vendue par ces marchands au cacique de Tabasco, région dans laquelle elle vit jusqu'à l'arrivée de Cortés.

### La Malinche et Hernan Cortés
Le 12 mars 1519, Hernan Cortés, ayant quitté Cuba en février à la tête d'une importante escadre, débarque à Potonchan (aujourd'hui dans l'État de Tabasco), où il reçoit un mauvais accueil du cacique Taabscob, alors que l'année précédente, celui-ci avait bien traité Juan de Grijalva. Il s'ensuit une première bataille le 13 mars, remportée par les Espagnols, puis une seconde, beaucoup plus importante le 14 : les Mayas, de nouveau vaincus, font leur soumission et dans les jours qui suivent les émissaires de Taabscob apportent des offrandes au vainqueur, notamment une vingtaine de jeunes filles esclaves qui devaient servir de main-d'œuvre domestique, dont Malintzin.
Elle reçoit alors le baptême, ainsi que le nom castillan de Marina. Son âge n'est pas connu, mais il semble qu’elle ait une vingtaine d'années (à cinq ans près). Bernal Díaz del Castillo la décrit ainsi : « Doña Marina était de bel aspect, insinuante et fort alerte ».
Cortés l'attribue d'abord à son compatriote de Medellin, Alonso Hernández Puertocarrero, qui est aussi le noble de plus haute naissance parmi les membres de son expédition.
D’après plusieurs sources, espagnoles et indigènes, la jeune femme devient une interprète compétente en quelques semaines. Elle traduit le nahuatl, lingua franca du centre du Mexique, en maya yucatèque, langue comprise par le prêtre espagnol Gerónimo de Aguilar qui a passé plusieurs années en captivité (1511-1518) parmi les Mayas à la suite d'un naufrage sur l'île de Cozumel. À ce propos, Cordelia Chávez Candelaria rapporte la citation de Mariano Somonte dans Doña Marina, « La Malinche » : « Doña Marina ne s'est pas contentée d'être une interprète, elle fut aussi une collaboratrice qui parlait aux caciques et discutait avec eux. Du fait de son esprit brillant la persuasion et le dialogue ont été facilités [pour les Espagnols] ».

### La conquête du Mexique
La Malinche, par ses dons d'interprète, permet à Cortés et ses hommes de diffuser leurs messages auprès des populations locales. Ils veulent en effet persuader les Indiens qu'ils les libéreront de leur sujétion aux Aztèques et que la conquête est une prédestination divine. C'est grâce à La Malinche que Cortés évite également certains problèmes comme sa découverte de la conspiration contre Cortès à Tlaxcala ou encore l'épisode de Cholula. Une vieille dame informe La Malinche de l'attaque planifiée par Moctezuma II ce qui permet à Cortés de changer ses plans.

En octobre 1519, avant même d'avoir atteint Tenochtitlan, Cortés décide d'envoyer Puertocarrero en Espagne comme émissaire auprès de Charles Quint, roi de Castille et d'Aragon depuis 1516. Une fois Puertocarrero parti, Cortés, séduit par la beauté de Marina, la garde à ses côtés. 

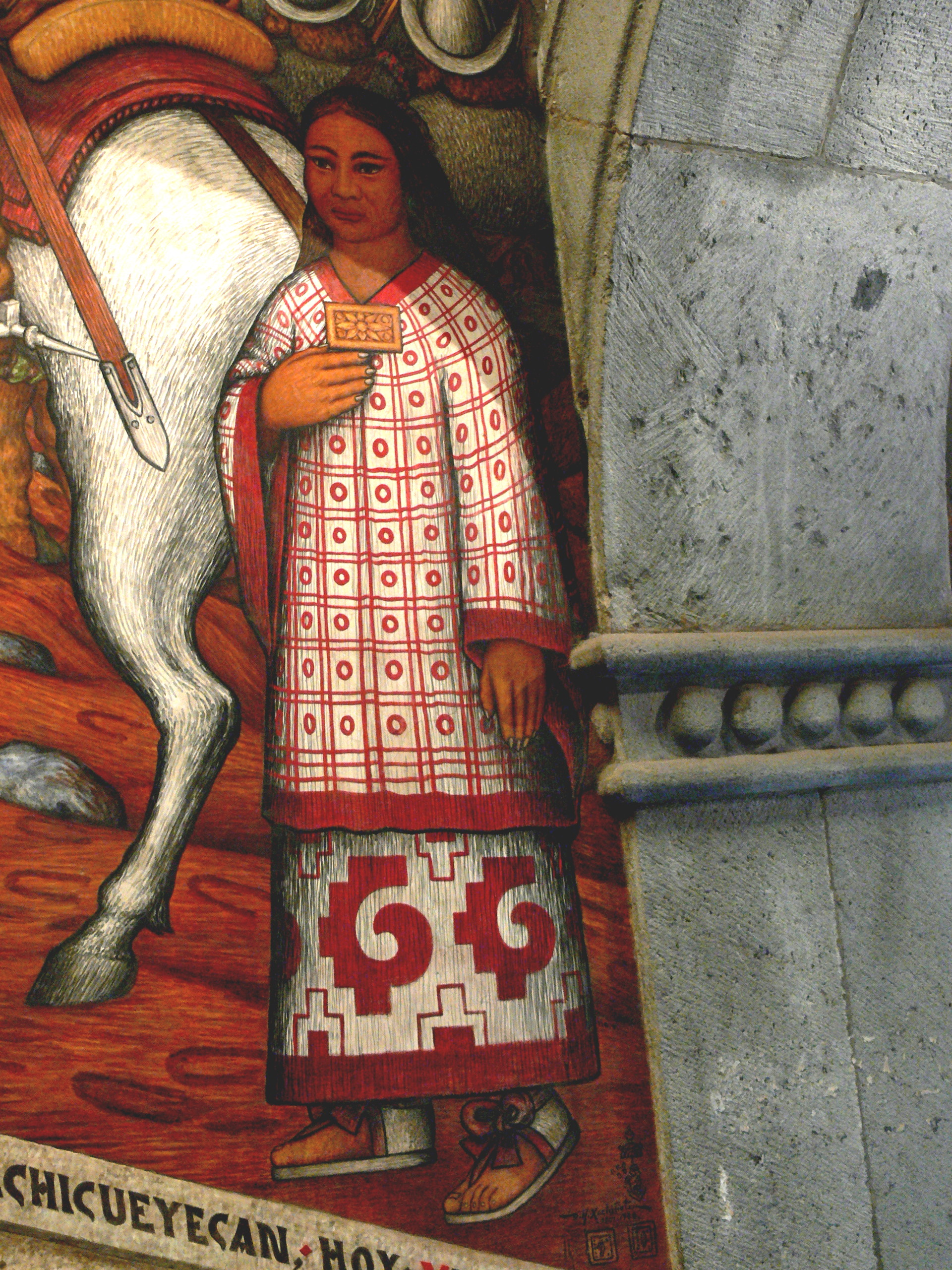
La Malinche (extrait de la fresque Tlaxcala a través de los tiempos y su aportación a lo mexicano de Desiderio Hernández Xochitiotzin, réalisée entre 1957 et 1995).

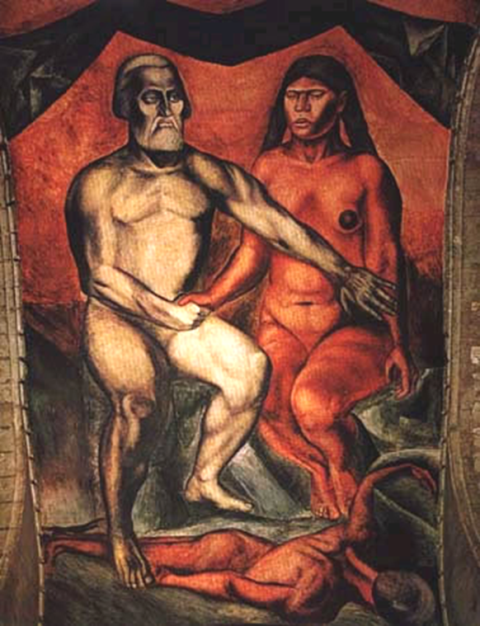
Cortés et La Malinche (José Clemente Orozco, 1926, Colegio de San Ildefonso).

À la fin de l’année, quand les Espagnols arrivent à Tenochtitlan, la jeune femme connait suffisamment l’espagnol pour traduire directement les conversations entre Cortés et l’empereur.
C'est probablement à cette époque que les Nahuas se mettent à appeler Malinalli et/ou Cortés « Malintzin »[pas clair].
Tenochtitlan est prise par les Espagnols vers la fin de 1521.
Un peu plus tard, La Malinche et Cortés ont un fils, Martín (1523-1595) à qui Cortés donne le nom de son père et des terres malgré le statut non noble de La Malinche.

### L'expédition au Honduras (1524)
Les sources ne parlent plus de la Malinche jusqu’à la désastreuse expédition de Cortés au Honduras de 1524 à 1526.
Elle sert de nouveau d’interprète, ce qui laisse supposer qu’elle connait des dialectes mayas autres que le chontal et le yucatecan.

### Fin de vie
Cortés organise le mariage de La Malinche avec un de ses compagnons, l'aristocrate Juan Jaramillo, dont elle a déjà une fille, María, née en 1526. On peut interpréter cela comme un honneur que Cortés donne à La Malinche pour lui permettre d'atteindre un statut social plus élevé.
La Malinche meurt en 1527 ou 1528, probablement de la variole qui frappe le Mexique à cette époque.

## Rôle de La Malinche dans la conquête du Mexique

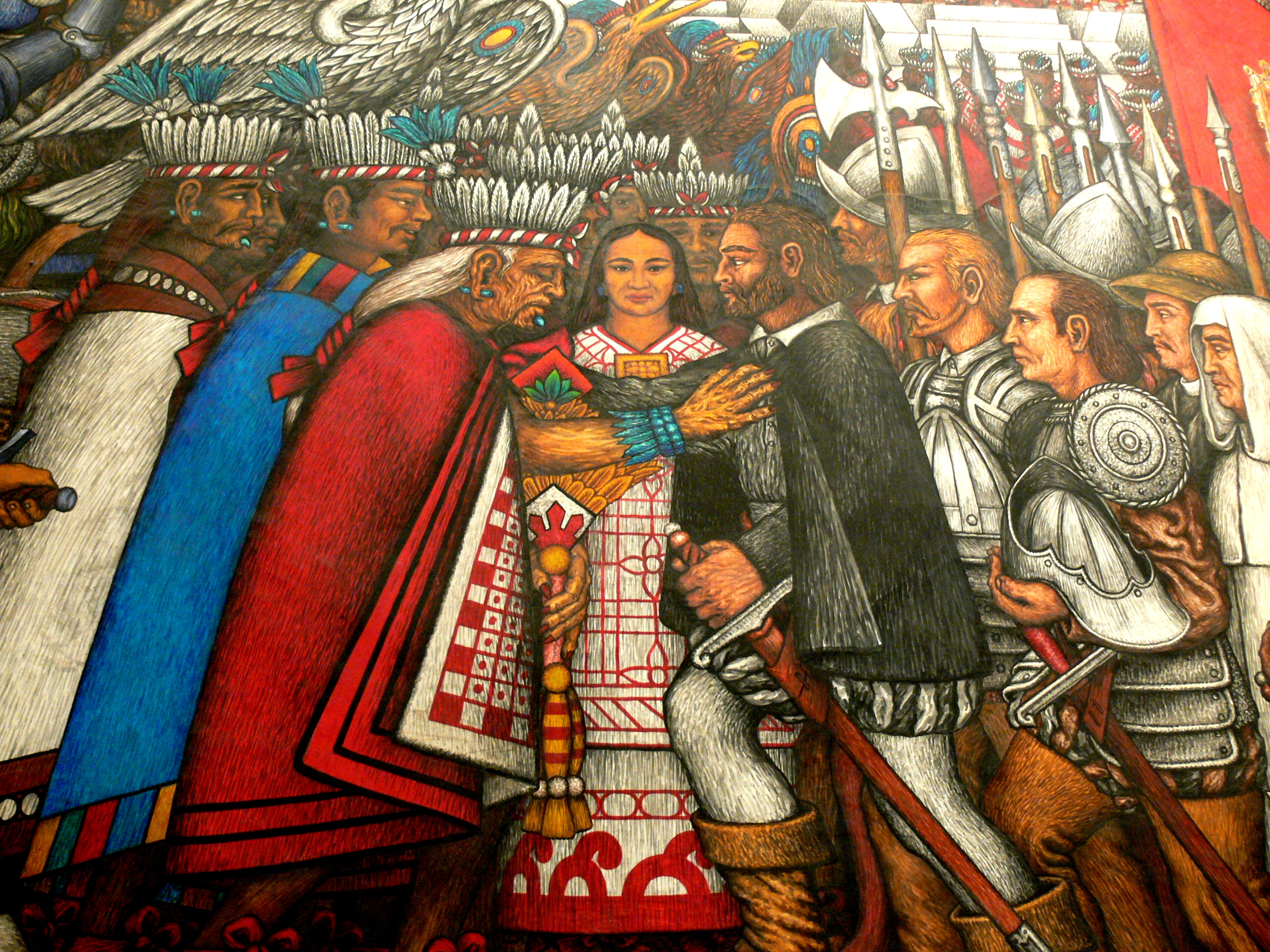
La Malinche interprète dans les discussions entre Taxcaltecans et Hernan Cortés (extrait de la fresque Tlaxcala a través de los tiempos y su aportación a lo mexicano, de Desiderio Hernández Xochitiotzin, réalisée entre 1957 et 1995).

Pour les conquistadors, disposer d’une interprète de confiance était très important, mais il existe de nombreuses preuves que le rôle et l’influence de La Malinche ont été particulièrement importants.
Bernal Díaz del Castillo, un soldat qui, dans sa vieillesse, a fait un récit détaillé de la conquête  en s’appuyant sur des témoignages directs, la Verdadera Historia de la Conquista de la Nueva España (« Histoire véridique de la conquête de la Nouvelle-Espagne »), décrit toujours avec respect « la grande Dame » doña Marina, employant toujours le titre honorifique de doña. « Sans l’aide de Doña Marina » écrit-il, « nous n’aurions pas compris la langue de Nouvelle-Espagne et du Mexique ».
Selon Rodríguez de Ocana, un autre conquistador, Cortés aurait affirmé que, après Dieu, Marina était la raison principale de son succès.
Les témoignages indiens sont encore plus intéressants, tant par les commentaires sur son rôle que par la place qu’elle occupe dans les fresques réalisées sur divers événements de la conquête. Dans le codex Lienzo de Tlaxcala (élaboré dans les années 1550) par exemple, non seulement Cortés est rarement représenté sans La Malinche à ses côtés, mais celle-ci est montrée plusieurs fois seule, semblant diriger les événements de sa propre autorité.

## Les différents noms de La Malinche
À la naissance, elle reçoit le nom de « Malinalli » (ou « Malinali »), en l'honneur de la déesse de l'herbe[Qui ?]. Par la suite, sa famille a ajouté le mot « Tenepal » (« qui parle avec beaucoup de vitalité »),.
Quand Taabscob offre aux Espagnols vingt jeunes esclaves, Cortés a insisté pour qu'elles soient baptisées avant de les attribuer à ses officiers. Malinalli reçoit le nom espagnol de Marina, auquel est généralement adjoint dans les sources le titre de doña, qui signifie « dame » et qui, dans l'Espagne d'alors, connote l'appartenance à la noblesse. Cependant, aucune source n'indique si le prénom de Marina a été choisi pour sa ressemblance phonétique avec Malinalli ou s’il a été choisi au hasard parmi les prénoms féminins courants de l’époque.
La dénomination de Malintzin résulte probablement de la contraction par les Nahuas des formules Malinalli-tzin ou Marina-tzin, le suffixe -tzin (« seigneur » ou « maître ») étant un suffixe honorifique servant à indiquer la déférence, notamment après qu'elle est devenue la favorite de Cortés. Les Nahuas utilisaient pour nommer les deux, Cortés et Marina, parce que lui parlait par son intermédiaire.
Malintzin peut être traduit comme « noble prisonnier »[réf. nécessaire], une possibilité raisonnable due à sa double naissance et sa première relation avec l'expédition de Cortés[pas clair]
Malinche, qui en castillan se prononce « malintché », résulte très probablement d'une déformation de Malintzin par les Espagnols. Cette dénomination a été chargée après sa mort de connotations très péjoratives.

## Figure de La Malinche dans le Mexique contemporain

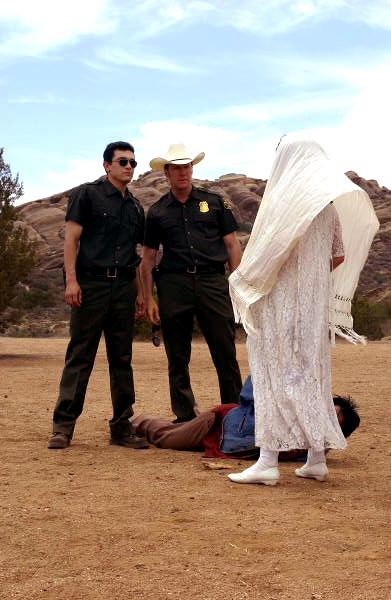
Alijeo Barajas, déguisé en « Llorona » dans un film, The Mexican Dream, 2003.

De nos jours, le mot « malinchismo » est utilisé au Mexique pour identifier les compatriotes qui ont trahi leurs origines et leur pays : ceux qui mélangèrent leur sang et leur culture avec les Européens et les autres influences étrangères.
Certains auteurs, comme Fernando de Alva Ixtlilxóchitl dans sa chronique Obras Historicas pensent que La Malinche sauva son peuple : sans quelqu’un qui était capable de traduire les échanges mais également qui conseillait les deux camps de la négociation, les Espagnols auraient été encore plus violents et destructeurs durant leur conquête. Elle est aussi reconnue pour apporter le christianisme au « Nouveau Monde », et pour son influence humaniste sur le comportement de Cortés pendant la conquête.
Cependant, il est argumenté que, sans l'aide de La Malinche, la conquête des aztèques n'aurait pas été si rapide, ce qui leur aurait donné le temps de s'adapter aux nouvelles technologies et méthodes de guerre. De ce point de vue, Marina est vue comme une personne qui a trahi les peuples indigènes.
En fin de compte, La Malinche représente un mythe mêlé de légende et symbolise l’opinion contradictoire du peuple mexicain sur la condition femme. Certains la considèrent comme la figure fondatrice de la population mexicaine. Cependant, d’autres voient en elle la traîtresse à sa patrie.
Octavio Paz en fait l'authentique traitresse, celle qui s'offrit à Hernán Cortés et trahit son peuple : La Chingada (es).

## La Malinche dans la culture populaire
En 1982, dans Les Mystérieuses Cités d'Or (1ère saison), le personnage de Marinche, la compagne maléfique du Docteur Fernando Laguerra, est directement inspiré de La Malinche, et fait partie des rares personnages de ce dessin-animé ayant des origines puisées dans la réalité.
Dans la chanson La maldición de Malinche (es), représentative du genre Nueva canción, Gabino Palomares (es) interprète de façon politique et contemporaine la « malédiction de la Malinche », c'est-à-dire la propension latino-américaine à se tourner vers les cultures européennes et nord-américaines au détriment des cultures populaires nationales locales.
Le groupe parisien Feu! Chatterton a rendu hommage à la Malinche dans un morceau éponyme, issu de l'album Ici le Jour (a tout enseveli). Oscillant entre crainte de l'homme trompé et véritable déclaration d'amour, les textes mettent en image le véritable paradoxe qu'incarne la Malinche : la trahison et la mère de la nation mexicaine moderne. Le groupe a même interprété ce titre au Musée du quai Branly - Jacques-Chirac, dont la mission est de créer « une passerelle entre les cultures ».
Le destin de la Malinche a été adapté en bande dessinée par Alicia Jaraba dans l'album intitulé Celle qui parle, aux éditions Grand Angle,,,.
En 2018, elle est incarnée par l'actrice María Mercedes Coroy dans la mini-série télévisée mexicaine Malinche (en).

#### Notices biographiques
- (es) « La Malinche » sur le site de la Real Academia de la Historia
- (en) « Marina » sur le site de l'Encyclopedia Britannica

#### Ouvrages historiques
- Bernal Díaz del Castillo, La Conquête du Mexique, Arles, Actes Sud, 1996, 809 pages, préface de Gérard Chaliand  (ISBN 2-7427-0990-8) [ouvrage du XVIe siècle]
- Bartolomé Bennassar, Cortés, Paris, Payot, 2001, 357 pages,  (ISBN 2-228-89475-3).
- Anna Lanyon, Malinche l'indienne : L'autre conquête du Mexique, Paris, Payot, 2004, 233 p. (ISBN 978-2-228-89861-4)
- (es) Juan Francisco Maura, Españolas de ultramar, Valence, Université de Valence, 2005.

#### Romans historiques
- Gary Jennings, Azteca, Paris, Le Livre de poche, 1991, 1 047 pages,  (ISBN 2-253-05597-2).
- Carole Achache, L’Indienne de Cortés, Paris, Robert Laffont, 2002, 228 p.
- Kim Lefèvre, Moi, Marina la Malinche, Paris, Stock, 2004, 288 p.

### Filmographie
- [vidéo][Production de télévision] « Duels d'Histoire : Malinche vs Moctezuma II », Olivier Carpentier (écriture et réalisation), Nicolas Brénéol (écriture et montage), Noémie Orphelin (narration) sur Arte, 2022, 12 min (consulté le 15 juin 2024)

#### Bases de connées et dictionnaires
- Notices dans des dictionnaires ou encyclopédies généralistes :   - Britannica
  - Brockhaus
  - Collective Biographies of Women
  - Den Store Danske Encyklopædi
  - Diccionario Biográfico Español
  - Dictionnaire universel des créatrices
  - Nationalencyklopedin
  - Store norske leksikon
- Notices d'autorité :   - VIAF
  - ISNI
  - LCCN
  - GND
  - Pays-Bas
  - Pologne
  - Israël
  - NUKAT
  - Suède
  - Australie
  - Norvège
  - Tchéquie
  - Brésil
  - Suisse